# Rehoboth (bantustán)
Rehoboth (también a veces llamado Basterland) fue un bantustán situado en África del Sudoeste (actual Namibia), destinado por el gobierno sudafricano del apartheid para constituir una patria (homeland) que albergaría a los miembros de la etnia baster.

## Origen

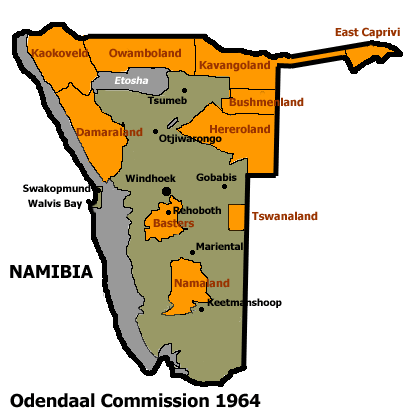
Bantustanes en el territorio de África del Sudoeste con Rehoboth al noreste-este del país.

Su creación en 1979 fue producto de la política de desarrollo separado que el gobierno de Sudáfrica implementó como parte de su sistema de apartheid durante la ocupación y administración de la antigua colonia alemana de África del Sudoeste.
La premisa principal detrás de su creación fue la de dedicar un área de territorio reservada exclusivamente para los báster, donde éstos pudieran desarrollarse en forma aislada de las zonas reservadas a los blancos.

## Conformación
Esta jurisdicción fue también conocida como Basterland (Baster Gebiet). Los habitantes de este territorio, los baster, no son una etnia autóctona propiamente africana, sino que son los descendientes de la unión de hombres holandeses que, en 1870, habían llegado a la zona provenientes de la Colonia del Cabo en Sudáfrica, y de las mujeres africanas de la zona (la palabra baster proviene de la palabra holandesa que significa bastardo).
La capital de este territorio fue Rehoboth, asentamiento que fue el primer lugar donde a los baster se les permitió instalarse según el acuerdo de la conferencia de paz de Okahandja entre los jefes herero y nama, quienes acordaron crear una zona neutral entre ambos grupos ocupadas por los baster; razón también por la que a los baster se les ha llamado "Rehoboth Baster" (los "Bastardos de Rehoboth").
La región ocupó un área de 13.860 km 2 y, según el Reporte Odendaal publicado en 1964, contaba con una población de 11 000 habitantes para esa época. En este bantustán el idioma más hablado era el afrikáans. Desde su creación se le otorgó autonomía administrativa. En 1979 se les ofreció a sus habitantes la independencia si éstos se organizaban militarmente y se unían a Sudáfrica en la lucha armada contra SWAPO; los baster se negaron, prefiriendo permanecer neutrales.

## Situación actual
Desde 1980 hasta la disolución de este territorio en 1989, el gobierno local de la región se transmutó por uno coordinado bajo un nuevo sistema de administraciones étnicas para todos los bantustanes. Rehoboth, como las restantes nueve patrias en África del Sudoeste, fue abolido en mayo de 1989, al iniciarse la transición hacia la independencia de Namibia.
En la actualidad el territorio de este bantustán forma parte principalmente de la región administrativa de Namibia llamada Hardap.
Los basters, desde la independencia de Namibia, han perdido su Rehoboth Gebied que implicaba el control de unos territorios,su autogobierno, el reconocimiento de sus instituciones tradicionales y su cuerpo de leyes baster. El Rehoboth Gebied había sido reconocido y respetado por las administraciones alemanas y sudafricanas.